# Bolivijský boliviano
Boliviano (množné číslo bolivianos) je zákonným platidlem jihoamerického státu Bolívie. Jeho ISO 4217 kód je BOB. Dílčí jednotkou (1/100) se nazývá centavo. Bolivijská měna nese své jméno po Simónu Bolívaru.
Boliviano bylo měnou Bolívie už mezi lety 1863 a 1963. Poté bylo nahrazeno bolivijským pesem ve směnném poměru 1000 „starých“ bolivianos = 1 peso. Peso bylo v oběhu do konce roku 1986. 1. ledna 1987 bylo zavedeno současné boliviano, které vycházelo z pesa v poměru 1 000 000 pesos = 1 „nový“ boliviano. 

## Bankovky a mince
- Současné platné bankovky mají hodnoty 10, 20, 50, 100 a 200 bolivianos.[2]
- Bolivijské mince existují v hodnotách 10, 20 a 50 centavos, dále 1, 2 a 5 bolivianos.[3]